# Aaron Hunt
Aaron Hunt (* 4. September 1986 in Goslar) ist ein ehemaliger deutscher Fußballspieler mit englischen Wurzeln. Hunt wurde im Sturm oder im Mittelfeld eingesetzt.

## Sportliche Laufbahn

### Vereinskarriere

#### Herkunft und Anfänge
Während seiner Kindheit meldete seine Mutter ihn beim VfL Oker an, ehe er nach einigen Jahren zum Goslarer SC 08 wechselte. Im Juli 2001 wechselte er in die Jugendabteilung von Werder Bremen und rückte zwei Jahre später in die Amateurmannschaft auf.

#### SV Werder Bremen

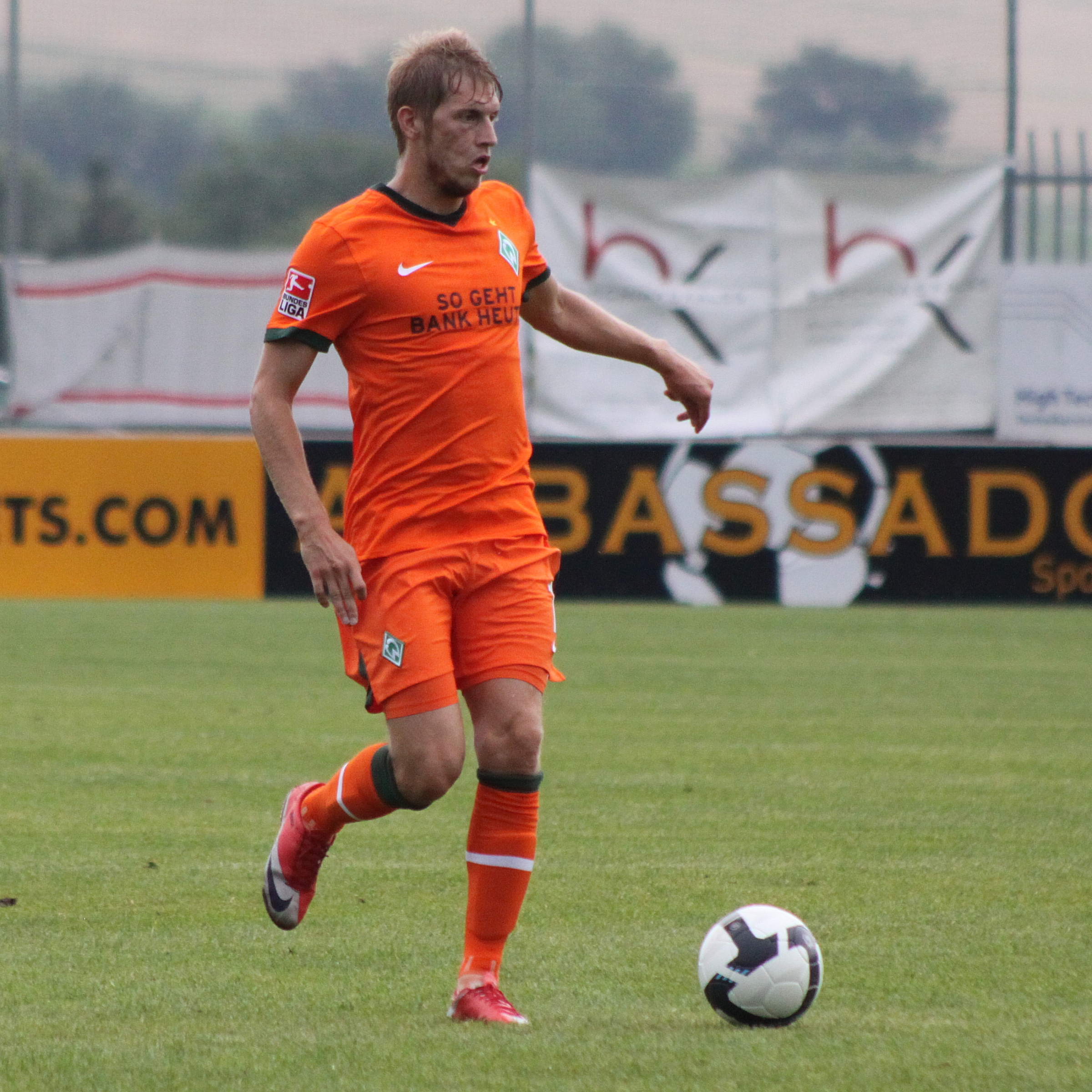
Aaron Hunt in einem Testspiel (2009)

Sein Bundesligadebüt gab Hunt mit einem siebenminütigen Kurzeinsatz am 18. September 2004 gegen Hannover 96. In seinem ersten Spiel von Beginn an erzielte er am 12. Februar 2005 gegen Borussia Mönchengladbach sein erstes Bundesligator und wurde so mit 18 Jahren und 161 Tagen jüngster Torschütze des SV Werder aller Zeiten. Den ersten Doppelpack seiner Karriere schoss er am 27. Oktober 2006 beim 6:1-Auswärtserfolg der Bremer beim 1. FSV Mainz 05, den ersten Dreierpack am 3. März 2007 beim 3:0-Sieg gegen den VfL Bochum. Am 27. November 2006 verlängerte er seinen im Sommer 2007 auslaufenden Vertrag um weitere drei Jahre bis zum 30. Juni 2010. Nach siebenmonatiger Verletzungspause trug Hunt am 28. November 2007 mit seinem in der 58. Minute erzielten ersten Champions-League-Tor zum 3:2-Sieg gegen Real Madrid bei. Hunt gewann in der Saison 2008/09 mit dem SV Werder Bremen nach einem 1:0-Sieg gegen Bayer 04 Leverkusen den DFB-Pokal. Zudem stand er in derselben Saison im UEFA-Cup-Finale in Istanbul, das mit 1:2 n. V. gegen Schachtar Donezk verloren wurde. Am 24. Februar 2010 verlängerte er seinen Vertrag bei Werder Bremen um weitere vier Jahre bis zum 30. Juni 2014. Nachdem er mit Werder in den letzten Jahren meist gegen den Abstieg gespielt hatte und er wohl auch in naher Zukunft für den Verein wenig Perspektive gesehen hatte, wollte er den zum Saisonende 2013/14 auslaufenden Vertrag nicht mehr verlängern.

#### VfL Wolfsburg
Nach 13 Jahren für Werder Bremen, in denen er für den Verein 215 Bundesligaspiele (46 Tore) bestritt, wechselte er zur Saison 2014/15 zum Ligakonkurrenten VfL Wolfsburg, bei dem er wieder auf seinen früheren Förderer bei Werder Klaus Allofs und seinen langjährigen Teamkollegen aus Bremer Zeiten Naldo traf. Bei den Niedersachsen unterschrieb er einen bis 30. Juni 2017 gültigen Vertrag. In der Hinrunde der Saison 2014/15 kam Hunt wettbewerbsübergreifend zu 17 Einsätzen (2 Tore)für seinen neuen Verein, davon stand er sechsmal in der Startformation. Über diese Rolle als Ergänzungsspieler äußerte er sich unzufrieden; eine Rückkehr zu Werder Bremen nach der Winterpause scheiterte jedoch. Im Hinspiel des Europa-League-Spiels am 19. Februar 2015 gegen Sporting Lissabon verletzte sich Hunt am Knie und fiel mit dieser Verletzung fast die gesamte Rückrunde aus. Am 30. Mai 2015 gewann er mit dem VfL, ohne im Finale gegen Borussia Dortmund zum Einsatz zu kommen, den DFB-Pokal.

#### Hamburger SV
Am 31. August 2015, dem letztmöglichen Tag der Transferperiode für die Hinrunde der Saison 2015/16, wechselte Hunt zum Ligakonkurrenten Hamburger SV. Er erhielt einen bis zum 30. Juni 2018 gültigen Dreijahresvertrag. Sein Debüt für den Verein gab er am 11. September 2015 beim 3:0-Auswärtssieg gegen Borussia Mönchengladbach Trotz einer Muskelverletzung, die ihn über mehrere Monate beeinträchtigte, konnte Hunt sich im offensiven Mittelfeld hinter dem Stürmer Pierre-Michel Lasogga festspielen, in 21 Saisonspielen aber lediglich vier Scorerpunkte sammeln. Nachdem Markus Gisdol auf der Trainerbank auf Bruno Labbadia gefolgt war, zog dieser Hunt auf der „Zehnerposition“ den vier Jahre jüngeren Lewis Holtby vor, den er dauerhaft aus der Zentrale weiter nach vorn beordert hatte. Der Niedersachse spielte dann zum Saisonende hin als Stürmer oder Flügelspieler, war aber zwischen Oktober 2016 und März 2017 nur selten eingesetzt worden. Dies soll ihn unter anderem dazu bewogen haben, erfolglose Verhandlungen mit dem türkischen Erstligisten Trabzonspor zu führen.
Aufgrund einer längerfristigen Verletzungsphase Holtbys rückte Hunt in der Saison 2017/18 wieder ins offensive Mittelfeld, spielte aber unter Gisdol und dessen Nachfolger Christian Titz auch erneut einige Male auf den Außenbahnen. Am Spielzeitende stieg er mit dem HSV erstmals in die 2. Bundesliga ab, verlängerte dennoch seinen auslaufenden Vertrag bis zum 30. Juni 2020. Im „Unterhaus“ wurde Hunt, einer der wenigen Stammspieler, der geblieben war, unter Titz zum neuen Mannschaftskapitän gewählt. Er verpasste jedoch den Großteil der Rückrunde verletzungsbedingt und wurde mit dem HSV, der den direkten Wiederaufstieg angepeilt hatte, nur Vierter. Im Sommer 2020 scheiterte der Offensivspieler mit der Mannschaft um Trainer Dieter Hecking erneut als Tabellenvierter am Aufstieg. Im Nachgang gab Hunt zu, dass ihn die ebenfalls verpasste Relegation gegen seinen alten Klub Werder Bremen „schmerze“, er jedoch nach seiner Vertragsverlängerung bis zum Frühjahr 2021 per Einsatzklausel weiterhin eine „wichtige Rolle im Team spielen“ wolle.
Auf eigenen Wunsch schied der Spieler in der Vorbereitung auf die Saison 2020/21 aus dem Mannschaftsrat aus, sein Nachfolger als Spielführer wurde Tim Leibold. Unter dem neuen Cheftrainer Daniel Thioune zählte Hunt zunächst nicht mehr zum Stammpersonal, ehe er im Laufe der Rückrunde wieder vermehrt in der Startelf aufgeboten wurde. Hunt absolvierte 27 Zweitligaspiele, in denen er 5 Tore erzielte, davon 3 bei einem 3:3-Unentschieden gegen Hannover 96 am 27. Spieltag. Der HSV verpasste zum dritten Mal in Folge als Tabellenvierter den Wiederaufstieg. Der 34-Jährige verließ den Verein anschließend mit seinem Vertragsende.
Am 22. Februar 2022 beendete Hunt seine aktive Fußballkarriere, nachdem er keinen neuen Verein gefunden hat.

### Auswahleinsätze
Als Aaron Hunt 2005 in die deutsche U21-Nationalmannschaft berufen wurde, erklärte er, dass er nie ernsthaft an einen Einsatz für eine englische Auswahlmannschaft gedacht habe, und entschied sich somit für Deutschland. Am 2. November 2009 bekräftigte er diese Aussage noch einmal, nachdem seine gute Form angeblich Begehrlichkeiten in England geweckt haben soll. Für die DFB-U-21 gelangen ihm in 13 Partien drei Treffer.
Er kam im November 2009 gegen die Elfenbeinküste sowie im August 2010 gegen Dänemark zu Freundschaftsspieleinsätzen in der A-Nationalmannschaft. 2013 wurde er von Joachim Löw für die Freundschaftsspiele gegen Ecuador und die USA nominiert, wobei er im Spiel gegen die Ecuadorianer in der 59. Minute eingewechselt wurde. Dies war sein dritter und zugleich letzter A-Länderspieleinsatz.

### Spielweise
Hunt ist in der Offensive variabel einsetzbar, weshalb er von seinem damaligen Trainer Thomas Schaaf sowohl im Angriff als auch im offensiven Mittelfeld und linken Mittelfeld aufgestellt wurde.

### Verletzungen
Zu Beginn des Jahres 2006 litt Hunt an einer Knieverletzung, die sich erst nach Monaten als Schleimbeutelentzündung herausstellte. Er verpasste dadurch die komplette Bundesliga-Rückrunde. Die Rückrunde der Saison 2006/07 bestritt er mit einem Leistenloch und einer Schambeinentzündung. Er ließ sich regelmäßig fitspritzen. Am 21. Mai 2007 wurde Hunt erfolgreich operiert. Während der Vorbereitung zur Saison 2007/08 litt er erneut an Knie- und Leistenproblemen, die ihn für längere Zeit außer Gefecht setzten.

### Erfolge
- DFB-Pokal-Sieger 2009 (mit Werder Bremen), 2015 (mit dem VfL Wolfsburg)
- DFL-Ligapokal-Sieger 2006 (mit Werder Bremen)
- Deutscher Vizemeister 2006, 2008 (mit Werder Bremen), 2015 (mit dem VfL Wolfsburg)
- UEFA-Pokalfinalist: 2009 (mit Werder Bremen)

### Auszeichnungen
- Fair-Play-Plakette der Deutschen Olympischen Gesellschaft 
   Hunt erhielt die Plakette, weil er im Bundesligaspiel der Saison 2013/14 zwischen dem 1. FC Nürnberg und Werder Bremen den leitenden Schiedsrichter Manuel Gräfe nach dessen Elfmeterpfiff in der 75. Spielminute beim Spielstand von 2:0 für Bremen darüber informiert hatte, dass er nicht gefoult worden sei. Nach dieser Mitteilung wurde das Spiel durch Schiedsrichterball fortgesetzt.[26]

## Trivia
Aaron Hunts Mutter, deren Nachnamen er trägt, ist Engländerin, die Familie mütterlicherseits lebt im Londoner Raum. Sein Vater ist Deutscher. Aaron wuchs in seiner Geburtsstadt auf.
Hunt hat aus einer früheren Beziehung einen Sohn (* 2007). Er ist seit dem 16. Juni 2011 mit seiner langjährigen und zwei Jahre älteren Lebensgefährtin Semra Polatgil verheiratet, die ebenfalls Fußballerin (TV Jahn Delmenhorst) war. Beide wurden im März 2019 Eltern eines Sohnes.